# Liste des cathédrales de Tokyo
Plusieurs confessions chrétiennes ont une cathédrale à Tokyo au Japon :
- la cathédrale Saint-André (en) se rattache à l’Église anglicane du Japon (en) ;
- l’ancienne cathédrale Saint-Joseph (en) se rattache à l’Église catholique ;
- la cathédrale Sainte-Marie se rattache à l’Église catholique ;
- la cathédrale de la Résurrection se rattache à l’Église orthodoxe du Japon liée au Patriarcat de Moscou.